# Kronecker-symbool
In de getaltheorie, een deelgebied van de wiskunde, is het Kronecker-symbool, geschreven als {\displaystyle \left({\frac {a}{n}}\right)} of (a|n), een veralgemening van het Jacobi-symbool voor alle gehele getallen n.
Het Kronecker-symbool werd geïntroduceerd door Leopold Kronecker.

## Definitie
Laat n een niet-nulzijnd geheel getal met priemfactorisatie zijn 
{\displaystyle u\cdot {p_{1}}^{e_{1}}\cdots {p_{k}}^{e_{k}},},
waar u een eenheid (dat wil zeggen, u is 1 of −1), en pi de priemgetallen zijn. Laat a een geheel getal zijn.
Het Kronecker-symbool (a|n) wordt gedefinieerd door 
{\displaystyle \left({\frac {a}{n}}\right)=\left({\frac {a}{u}}\right)\prod _{i=1}^{k}\left({\frac {a}{p_{i}}}\right)^{e_{i}}.}
Voor oneven getallen pi, is het getal (a|pi) gewoon het gebruikelijke Legendre-symbool. Dit laat het geval over, waar pi = 2. We definiëren (a'|2) door
{\displaystyle \left({\frac {a}{2}}\right)={\begin{cases}0&{\mbox{als }}a{\mbox{ even is,}}\\1&{\mbox{als }}a\equiv \pm 1{\pmod {8}},\\-1&{\mbox{als }}a\equiv \pm 3{\pmod {8}}.\end{cases}}}
Aangezien dit het Jacobi-symbool uitbreidt, is de hoeveelheid (a|u) gewoon 1, wanneer u = 1. Wanneer u = −1, definiëren we dit door 
{\displaystyle \left({\frac {a}{-1}}\right)={\begin{cases}-1&{\mbox{als }}a<0,\\1&{\mbox{als }}a\geq 0.\end{cases}}}
Ten slotte nemen wij
{\displaystyle \left({\frac {a}{0}}\right)={\begin{cases}1&{\text{als }}a=\pm 1,\\0&{\text{anders.}}\end{cases}}}
Deze uitbreidingen volstaan om het Kronecker-symbool voor alle geheelgetallige waarden n te definiëren.